# Queenie (film, 1921)
Pour l’article homonyme, voir Queenie.

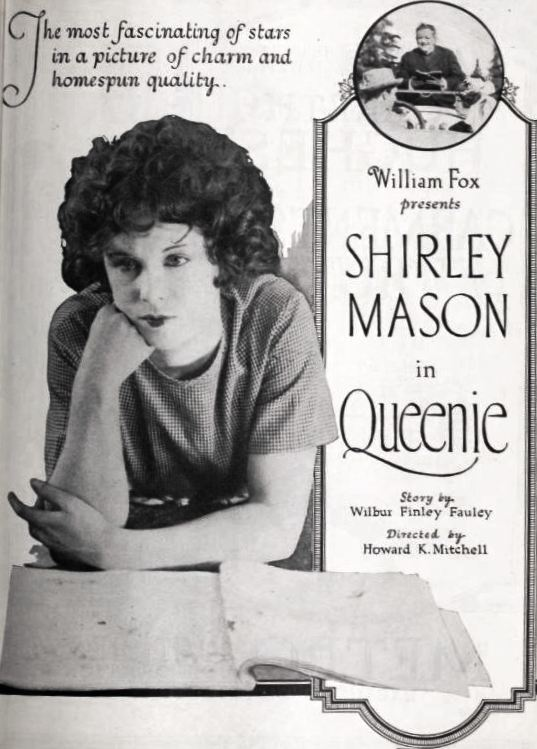
Annonce du film dans Exhibitors Herald.

Queenie est un film américain réalisé par Howard M. Mitchell et sorti en 1921.

## Synopsis
Queenie est une jeune femme qui a une vie difficile. Elle rencontre Vivan Van Winkle avec qui elle noue une amitié, et qui va la sauver d'un mariage arrangé.

## Fiche technique
- Réalisation : Howard M. Mitchell
- Scénario : Dorothy Yost
- Producteur : William Fox
- Photographie : George Schneiderman
- Durée : 50 minutes
- Date de sortie : 9 octobre 1921

## Distribution
- Shirley Mason : Queenie Gurkin
- George O'Hara : Vivan Van Winkle
- Clarence Wilson : Simon Pepper / Abner Quigley
- Aggie Herring : Pansy Pooley
- Lydia Yeamans Titus : Mrs. Mulliken
- Adolphe Menjou : Count Michael
- Clarissa Selwynne : Mrs. Torrence